# Hana Moataz
Hana Moataz (en arabe : هنا معتز), née le 21 mars 2000 au Caire, est une joueuse professionnelle de squash représentant l'Égypte. Elle atteint, en juillet 2024, la 27e place mondiale sur le circuit international, son meilleur classement.

## Carrière
Hana Moataz remporte le British Junior Open dans la catégorie moins de 17 ans en 2017. Elle est ensuite étudiante à l'université Harvard où elle participe aux compétitions universitaires.

## Palmarès

### Finales
- Open d'Espagne de squash 2025
- Open des Bermudes de squash 2025